# Kemuning (Tarik)
Kemuning is een bestuurslaag in het regentschap Sidoarjo van de provincie Oost-Java, Indonesië. Kemuning telt 4685 inwoners (volkstelling 2010).